# La donna lupo di Londra
La donna lupo a Londra (She-Wolf of London) è un film horror del 1946 diretto da  Jean Yarbrough. La pellicola nel titolo omaggia il film del 1935 della stessa Universal, Werewolf of London. Il film non appartiene propriamente alla saga dell'uomo lupo, in quanto il licantropo in questo caso è una donna e non v'è traccia di Larry Talbot (Lon Chaney Jr.).

## Trama
Una giovane donna crede di essere l'autrice di una serie di efferati crimini che avvengono nottetempo nel parco di Londra. Il suo promesso sposo cerca di aiutarla. Ma la coppia deve fare i conti con una zia che tenta di far rinchiudere la protagonista al fine di poter tenere la casa di famiglia e far sposare alla propria figlia il fidanzato della protagonista.

## Analisi del film
Il film è un giallo, più che un horror. Esso rievoca le atmosfere dei classici del genere ed è fotografato con la consueta eleganza dai tecnici che costituivano la squadra dei film horror della Universal nel periodo d'oro, ma la trama non ha in realtà alcun elemento soprannaturale.